# Veľké osturnianske jazero
Veľké osturnianske jazero este o arie protejată (arie specială de conservare — SAC, sit de importanță comunitară — SCI) din Slovacia întinsă pe o suprafață de 45,52 ha, integral pe uscat.

## Localizare
Centrul sitului Veľké osturnianske jazero este situat la coordonatele 49°20′34″N 20°13′04″E / 49.342778°N 20.217778°E.

## Înființare
Situl Veľké osturnianske jazero a fost declarat sit de importanță comunitară în aprilie 2004 pentru a proteja 1 specie de plante și 5 specii de animale. Situl a fost protejat și ca arie specială de conservare în martie 2004.

## Biodiversitate
Situată în ecoregiunea alpină, aria protejată conține 2 habitate naturale: Mlaștini alcaline, Mlaștini turboase de tranziție și turbării mișcătoare.
La baza desemnării sitului se află mai multe specii protejate:
- plante (1): Hamatocaulis vernicosus
- amfibieni (3): izvoraș-cu-burta-galbenă (Bombina variegata), triton cu creastă (Triturus cristatus), Triturus montandoni
- mamifere (1): castor (Castor fiber)
- nevertebrate (1): libelule (Leucorrhinia pectoralis)

Pe lângă speciile protejate, pe teritoriul sitului au mai fost identificate 13 specii de plante, 3 specii de amfibieni, 11 specii de mamifere, 2 specii de reptile.